# Attigny
Attigny é uma comuna francesa na região administrativa de Grande Leste, no departamento Ardenas. Estende-se por uma área de 11,47 km². Em 2010 a comuna tinha 1 155 habitantes (densidade: 100,7 hab./km²).